# Tetraulax affinis
Tetraulax affinis är en skalbaggsart som beskrevs av Stefan von Breuning 1938. Tetraulax affinis ingår i släktet Tetraulax och familjen långhorningar. Inga underarter finns listade i Catalogue of Life.